# Rio de Santa Maria Formosa
Le rio de Santa Maria Formosa (canal de Sainte-Marie-Formose) est un canal de Venise dans le sestiere de Castello.

## Description
Le rio di Santa Maria Formosa a une longueur de 165 mètres. Il part du rio di San Severo vers le sud-ouest pour rejoindre sa jonction avec les rio del Mondo Novo et di San Zaninovo.

## Toponymie

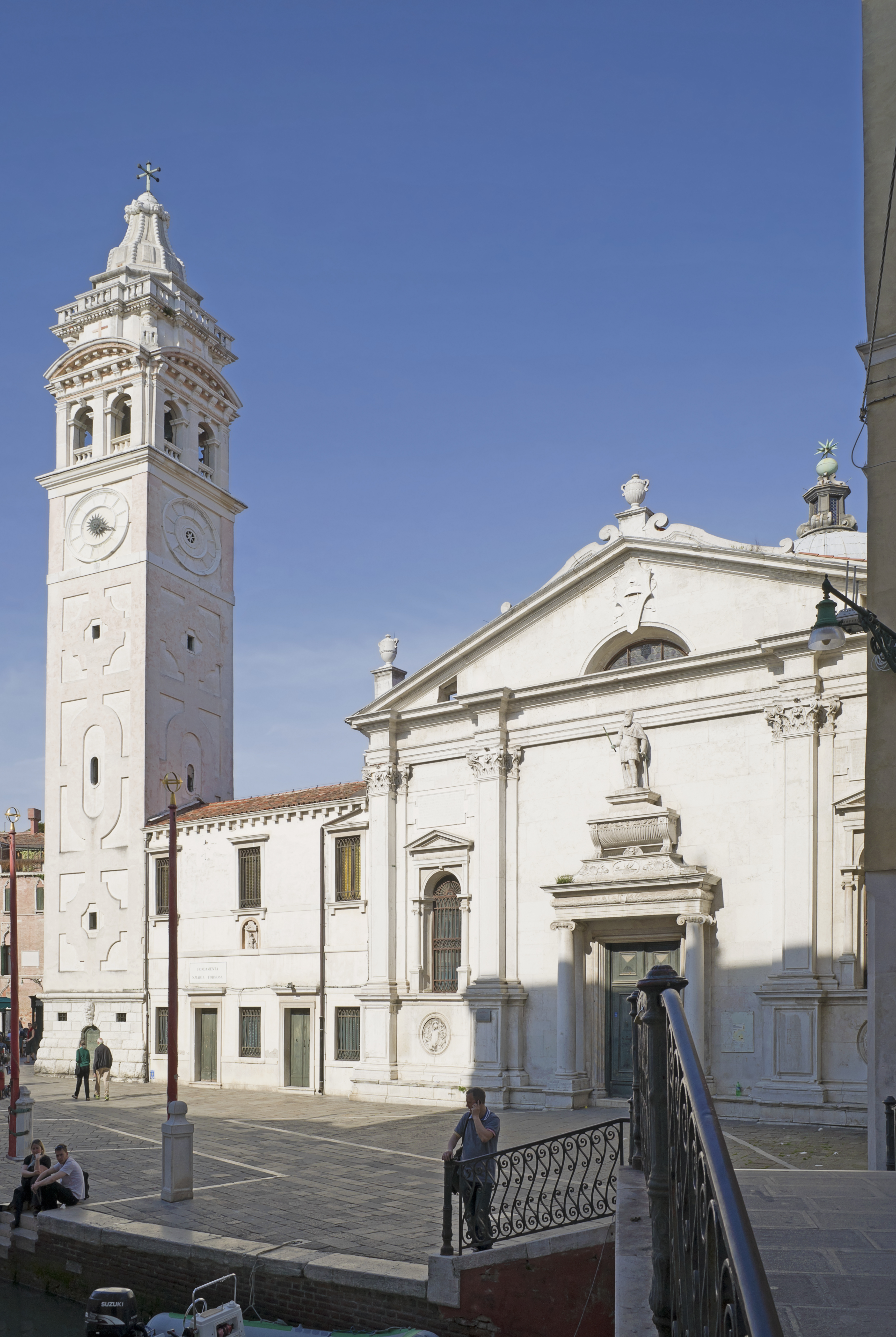
Santa Maria Formosa

Le nom provient de l'Église Santa Maria Formosa, proche. L'église fut dédiée à la Purificazione della Beata Vergine, tandis que son nom vulgarisé de « Formosa » se rapporte à la prétendue apparition de la Sainte-Vierge à l'évêque San Magno, où elle était déguisée en femme voluptueuse.

## Situation
- Ce rio longe le Palais Grimani, le palais Malipiero Trevisan(it) et le palais Querini Stampalia(it) sur sa rive sud et contourne l'Église Santa Maria Formosa et son campo sur sa rive nord, ainsi que le Palais Conti Querini.

## Ponts
Ce rio est traversé par des ponts, d'est en ouest :
- Le Ponte de Ruga Giuffa reliant la calle du même nom au Campo Santa Maria Formosa. Une ruga est une rue avec des boutiques et Giuffa provient de Giufà ;
- Le pont privé en bois de la fondation Querini-Stampalia;
- Le Ponte Querini reliant la calle du même nom au Campiello Querini Stampalia ;
- Le Ponte Avogadro reliant le ponte Pasqualigo et le Campiello Querini Stampalia.

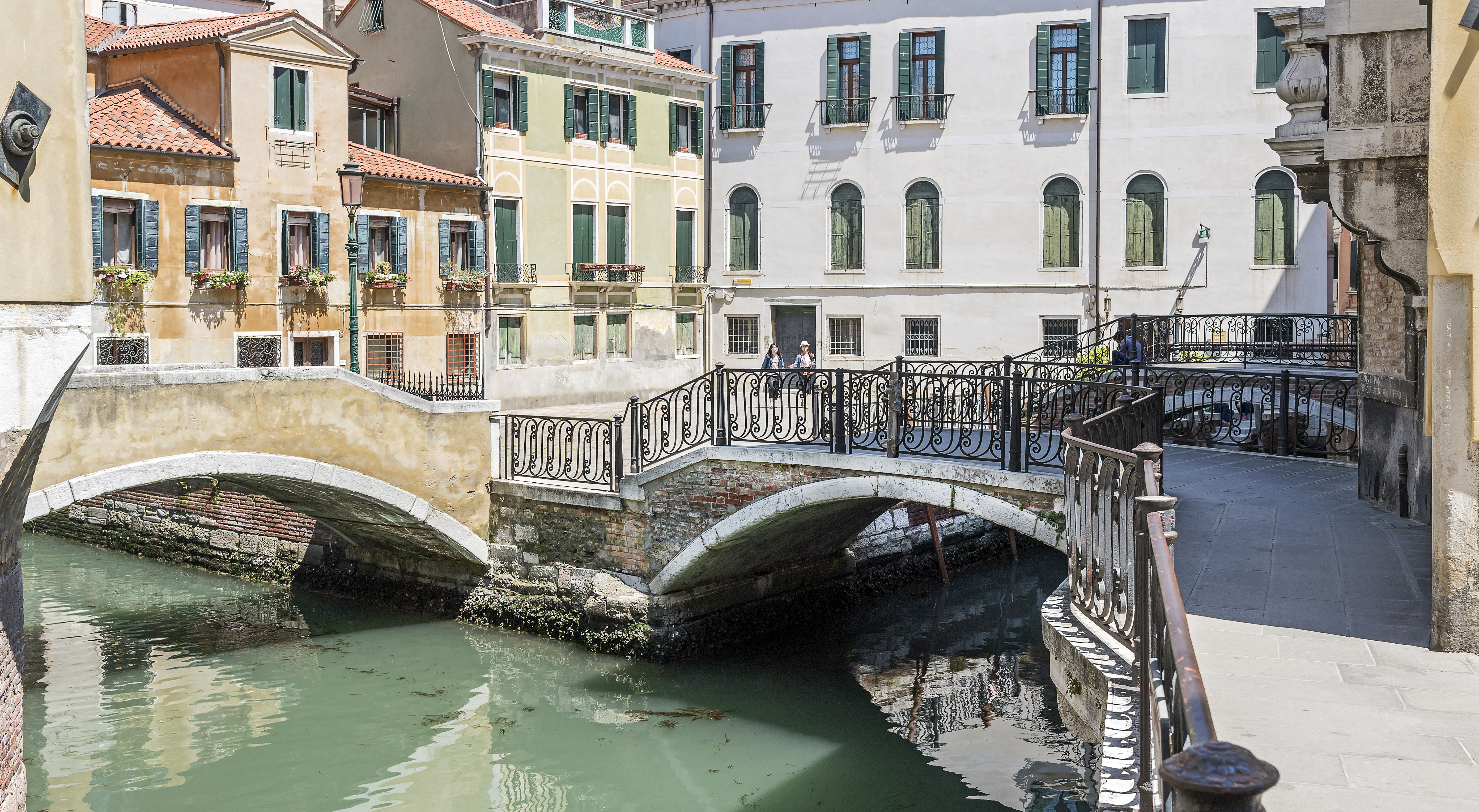
Ponte Avogadro à droite vu du ponte Pasqualigo
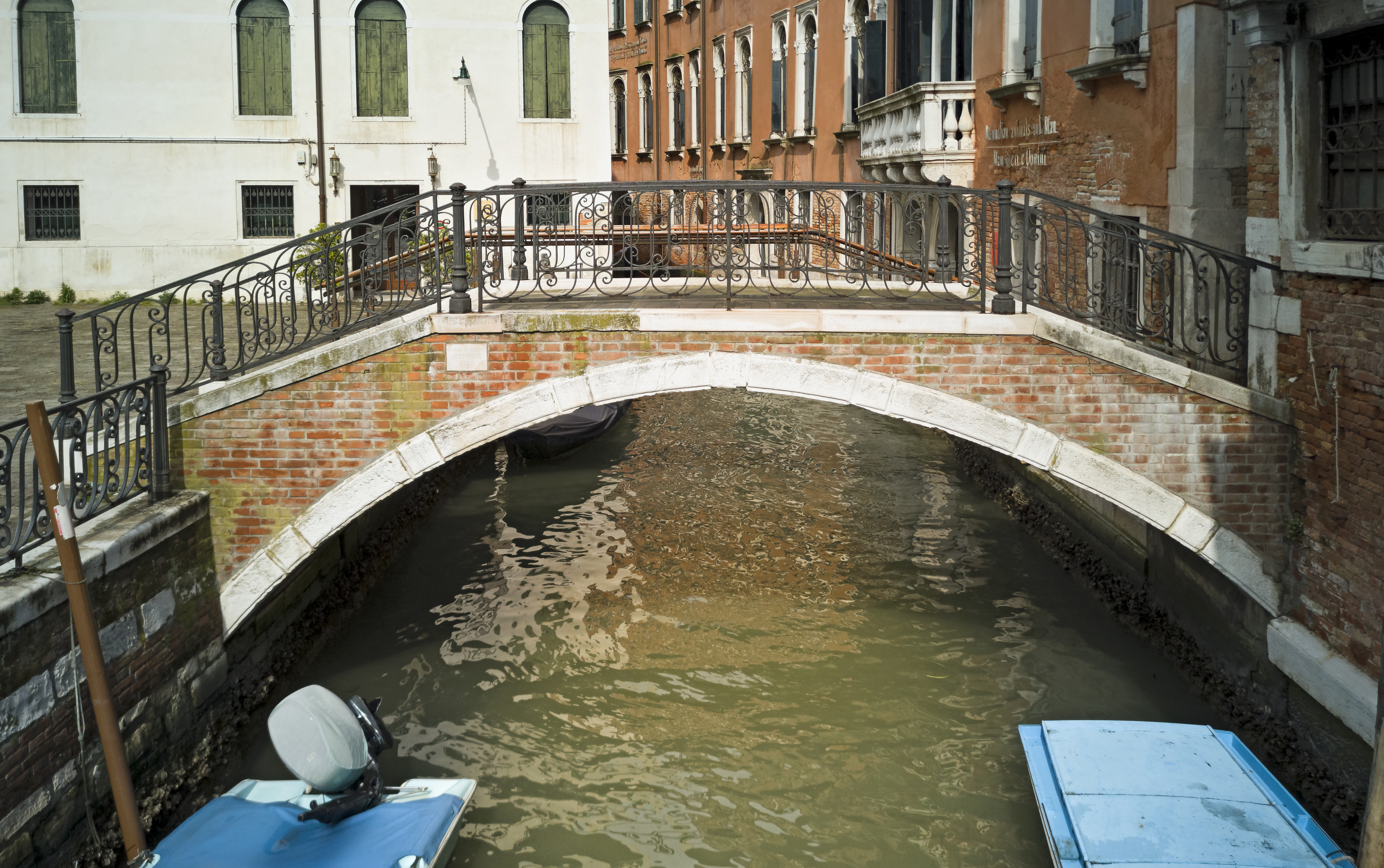
Ponte Querini vu du ponte Avogadro